# Gare de Naninne
La gare de Naninne est une ancienne gare ferroviaire belge de la ligne 162, de Namur à Sterpenich (frontière du Luxembourg), située à Naninne sur le territoire de la ville de Namur, dans la province de Namur en Région wallonne.
C'est aujourd'hui une halte ferroviaire de la Société nationale des chemins de fer belges (SNCB).

## Situation ferroviaire

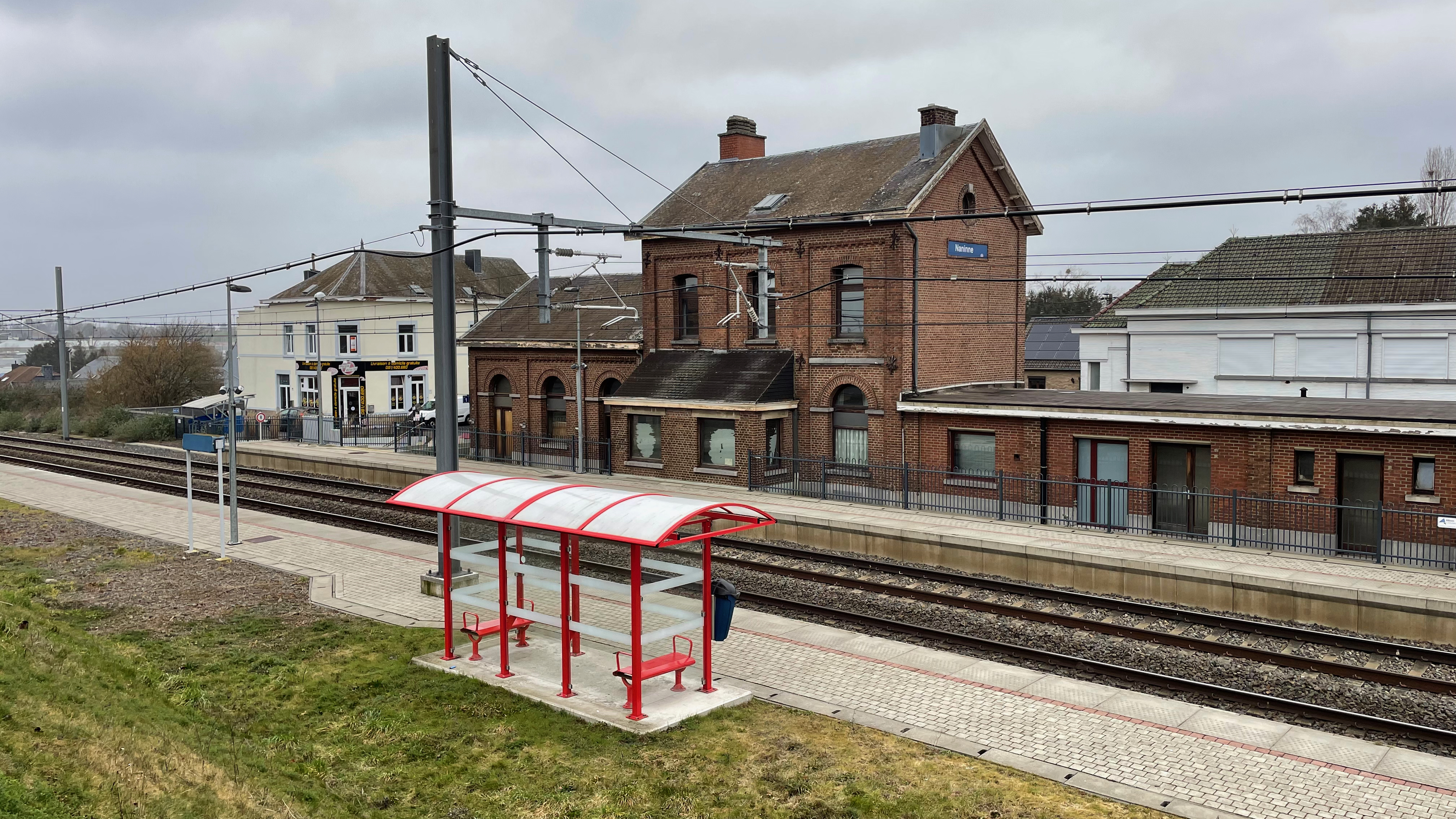
L'intérieur de la gare avec les voies, quais et l'ancien bâtiment voyageurs.

Établie à 191 m d'altitude, la gare de Naninne est située au point kilométrique (PK) 7,80 de la ligne 162, de Namur à Sterpenich (frontière du Luxembourg), entre les gares de Dave-Saint-Martin et Sart-Bernard.

## Histoire

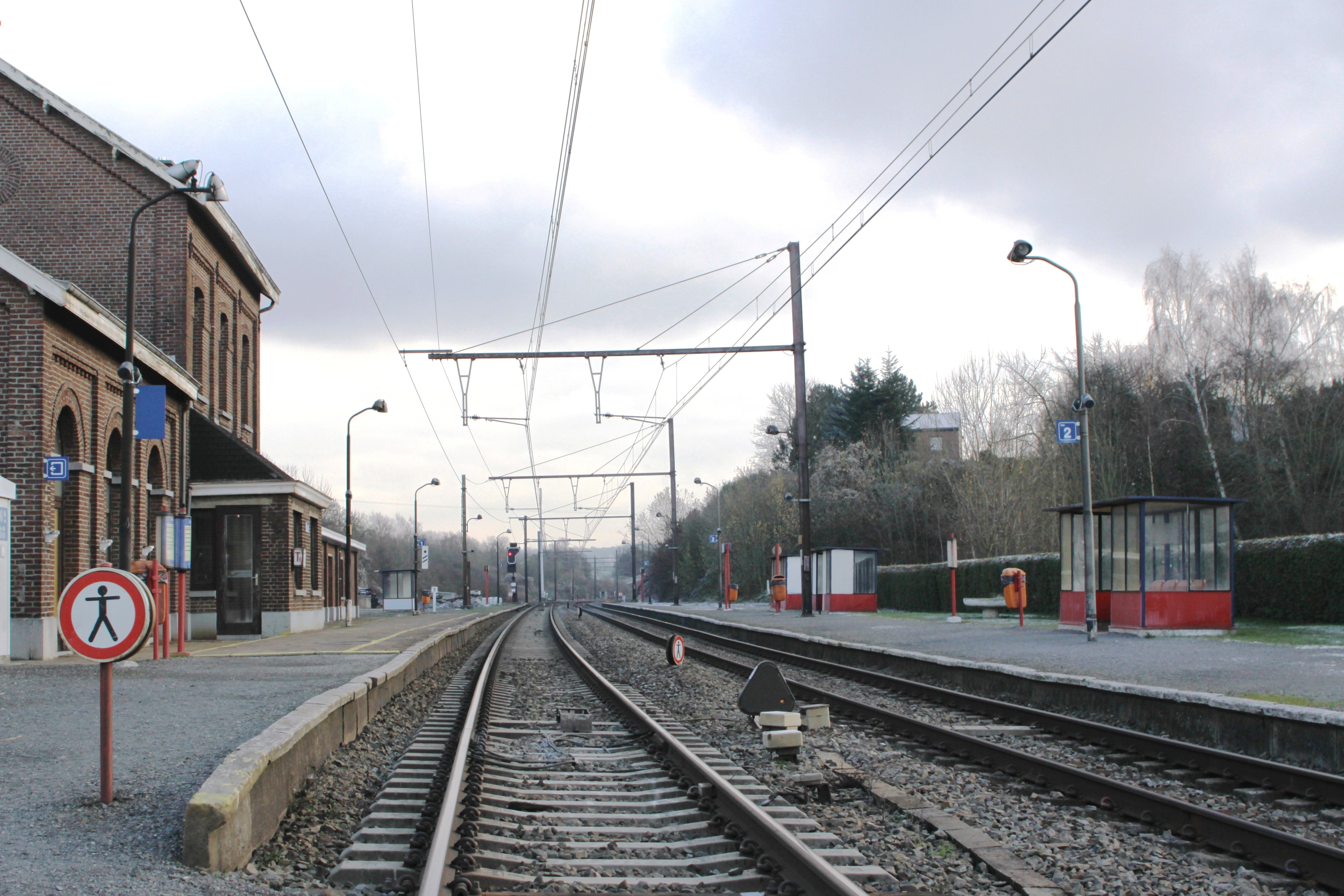
Anciens quais vus depuis le passage à niveau disparu.

La ligne de Namur à la frontière du Luxembourg est mise en service par sections en 1858. La Grande compagnie du Luxembourg ouvre au service la section de Namur à Ciney, qui passe à Naninne, le 15 mai 1858. Dès cette date, la GCL met une gare à disposition des habitants de Naninne,.
La première gare était un petit bâtiment néoclassique de trois travées situé de l’autre côté des voies qui n’a pas immédiatement été démoli et a peut-être été utilisé comme annexe de la nouvelle gare. 
Vers 1890, le premier bâtiment de la gare est remplacé par une gare standard de plan type 1881 munie 
- d’une aile de trois travées servant de salle d’attente à droite du corps central ;
- d'un corps central qui accueille quant à lui le guichet, le bureau et le domicile du chef de gare ;
- d’une aile à toit plat servant de cuisine, buanderie et toilette au chef de gare et abritant la lampisterie et les toilettes des voyageurs.

Ce type de gare était très répandu et fut construit à 84 exemplaires dans toute la Belgique. Il y avait aussi en face de la gare un grand abri de quai en briques, largement vitré, qui a désormais disparu tout comme la marquise de la gare.
Plus tard, la gare a reçu des agrandissements pour abriter des installations techniques. Son guichet est désormais fermé aux voyageurs. Le bâtiment a été épargné par les travaux récents.
Pour supprimer le passage à niveau au nord de la gare, dans le cadre de la modernisation des lignes 161 et 162 destinée à réduire les temps de parcours, Infrabel a procédé vers 2017 à la construction d’un pont revêtu de briques au sud de la gare et d’une déviation routière le long des quais,. À cette occasion, les quais ont été surhaussés et rallongés. Ce pont est muni d’escaliers qui descendent directement sur les nouveaux quais et un couloir sous voies a été creusé près de l’ancien passage à niveau. Ces travaux ont également impliqué la suppression d’autres passages à niveau sur la ligne ainsi que la rectification du tracé de certaines courbes.

## Service voyageurs

### Accueil
Halte de la SNCB, c'est un point d'arrêt non gardé (PANG). Elle dispose de deux quais avec abris.

### Dessertes
Naninne est desservie, toutes les heures en semaine et toutes les deux heures le week-end, par des trains L qui assurent des missions entre Namur et Ciney.
En semaine, cette desserte régulière est renforcée par des trains supplémentaires : le matin, un train P de Namur à Ciney et deux de Ciney à Namur ; l’après-midi, trois trains P de Namur à Ciney et un de Ciney à Namur.

### Intermodalité
Un parc pour les vélos et des places de parking pour les véhicules sont aménagés.

## Comptage voyageurs
Ce graphique et tableau montre le nombre de voyageurs embarquant en moyenne durant la semaine, le samedi et le dimanche.
| Nombre de passagers qui embarquent à la gare de Naninne | Nombre de passagers qui embarquent à la gare de Naninne | Nombre de passagers qui embarquent à la gare de Naninne | Nombre de passagers qui embarquent à la gare de Naninne |
|                                                         | Semaine                                                 | Samedi                                                  | Dimanche                                                |
| ------------------------------------------------------- | ------------------------------------------------------- | ------------------------------------------------------- | ------------------------------------------------------- |
| 1977                                                    | 303                                                     | 70                                                      | 48                                                      |
| 1978                                                    | 289                                                     | 74                                                      | 53                                                      |
| 1979                                                    | 269                                                     | 62                                                      | 51                                                      |
| 1980                                                    | 324                                                     | 93                                                      | 50                                                      |
| 1981                                                    | 321                                                     | 81                                                      | 36                                                      |
| 1982                                                    | 289                                                     | 92                                                      | 66                                                      |
| 1983                                                    | 351                                                     | 90                                                      | 61                                                      |
| 1984                                                    | 354                                                     | 73                                                      | 37                                                      |
| 1985                                                    | 285                                                     | 98                                                      | 121                                                     |
| 1986                                                    | 300                                                     | 110                                                     | 87                                                      |
| 1987                                                    | 252                                                     | 133                                                     | 88                                                      |
| 1988                                                    | 320                                                     | 131                                                     | 49                                                      |
| 1989                                                    | 324                                                     | 152                                                     | 47                                                      |
| 1990                                                    | 297                                                     | 95                                                      | 64                                                      |
| 1991                                                    | 325                                                     | 67                                                      | 49                                                      |
| 1992                                                    | 309                                                     | 103                                                     | 55                                                      |
| 1993                                                    | 289                                                     | 76                                                      | 64                                                      |
| 1994                                                    | 255                                                     | 59                                                      | 11                                                      |
| 1995                                                    | 212                                                     | 58                                                      | 26                                                      |
| 1996                                                    | 212                                                     | 62                                                      | 50                                                      |
| 1997                                                    | 220                                                     | 39                                                      | 27                                                      |
| 1998                                                    | 199                                                     | 48                                                      | 30                                                      |
| 1999                                                    | 163                                                     | 36                                                      | 22                                                      |
| 2000                                                    | 166                                                     | 54                                                      | 21                                                      |
| 2001                                                    | 164                                                     | 39                                                      | 20                                                      |
| 2002                                                    | 142                                                     | 38                                                      | 21                                                      |
| 2003                                                    | 151                                                     | 42                                                      | 16                                                      |
| 2004                                                    | 167                                                     | 40                                                      | 14                                                      |
| 2005                                                    | 153                                                     | 34                                                      | 12                                                      |
| 2006                                                    | 171                                                     | 47                                                      | 16                                                      |
| 2007                                                    | 153                                                     | 51                                                      | 32                                                      |
| 2008                                                    | -                                                       | -                                                       | -                                                       |
| 2009                                                    | 162                                                     | 38                                                      | 22                                                      |
| 2010                                                    | -                                                       | -                                                       | -                                                       |
| 2011                                                    | -                                                       | -                                                       | -                                                       |
| 2012                                                    | 135                                                     | 41                                                      | 14                                                      |
| 2013                                                    | 151                                                     | 30                                                      | 31                                                      |
| 2014                                                    | 197                                                     | 45                                                      | 37                                                      |
| 2015                                                    | 148                                                     | 22                                                      | 20                                                      |
| 2016                                                    | 147                                                     | 35                                                      | 30                                                      |
| 2017                                                    | 135                                                     | 30                                                      | 24                                                      |
| 2018                                                    | 175                                                     | 29                                                      | 20                                                      |
| 2019                                                    | 179                                                     | 55                                                      | 27                                                      |
| 2020                                                    | 133                                                     | 25                                                      | 17                                                      |
| 2021                                                    | -                                                       | -                                                       | -                                                       |
| 2022                                                    | 200                                                     | 49                                                      | 45                                                      |
| 2023                                                    | 237                                                     | 85                                                      | 88                                                      |
| 2024                                                    | 211                                                     | 58                                                      | 47                                                      |